# Малък пингвин
Малкият пингвин (Eudyptula minor) (известен и като пингвин-фея, син пингвин) е най-малкият вид пингвин, който обикновено е висок от 35 до 40 cm и тежи 1 килограм. Среща се в района на Южна Австралия и Нова Зеландия. Цветът на гърба им е тъмно син до черен, а на корема светло сив до бял. За първи път е описан през 1781 година. Този вид пингвини живеят в големи колонии и имат две малки на година. Хранят се основно с риба и калмари.